# Conquistador del Cielo
El Conquistador del cielo fue un avión pilotado por el celebre piloto mexicano Francisco Sarabia Tinoco.
Con este avión se rompió la marca de velocidad México-Nueva York el 24 de mayo de 1939, impuesta por Amelia Earhart en 1935 (14:19 horas), para establecer una marca de 10 horas y 47 minutos, validada por la Federación Aeronáutica Internacional (FAI) alcanzando el campo aéreo Floyd Bennett de Nueva York con tan sólo un galón de combustible en el tanque.  
Pocos días después, en Washington, el 7 de Junio, Sarabia murió al estrellarse sobre las aguas del río Anacostia.
En un viaje para visitar a su amigo Charles Babb  en Burbank, California, y buscar más equipo aéreo debido al cada vez mayor crecimiento de su compañía aérea. Sarabia encontró  semi-cubierta con unas lonas: el Granville-Miller & De Lackner R6H “Q.E.D”. bautizado posteriormente como “Conquistador del Cielo”. Producido originalmente ex profeso para la aviatriz y empresaria norteamericana Jacqueline Cochran, para el rally Londres-Melbourne.

## Origen
Fue construido por la empresa del estadounidense Zantford Granville, Granville Brothers Aircraft durante el quiebre de la empresa debido a problemas y accidentes sufridos con sus aviones, aunque de sus cenizas emergió un último avión de esa estirpe.
Al final de 1933, se inició la construcción del “Conquistador del Cielo” para la famosa piloto Jacqueline Cochran, quien iba a utilizarlo en la carrera de larga duración McRobertson, de Londres, Inglaterra a Melbourne, Australia.
El 5 de enero de 1934, Howell Miller completó los dibujos del modelo, siguiendo las líneas características de los Gee Bee, pero más grande y denominado R-5, tras algunas modificaciones quedó listo el diseño del finalmente denominado Granville, Miller & DeLackner R6H. Este modelo era más alto y largo que los otros aviones de la familia Gee Bee y se pensó en la posibilidad de hacerlo presurizado ya que se volaría a 5486 m (18 000 pies) para cruzar los Alpes, pero lo avanzado de los trabajos obligó a optar por el uso de mascarillas de oxígeno. Cuando se finalizó su construcción se le llamó Q.E.D., siglas de "Quad Erad Demostrandum", que en latín significan “Como ha quedado demostrado”. El aeroplano se pintó en el color verde olivo de los patrocinadores, los cigarros “Lucky Strike”, y se le marcó con el número 77 en naranja y la matrícula NR14307 en negro. Con 10.44 metros (34.3 pies) de envergadura. Su primer motor, un Pratt & Whitney R-1690 Hornet (de ahí la H en la designación R6H), le proporcionaba 675 hp, equipado con una hélice Hamilton Standard bipala de paso variable. La suma pagada por el avión fue de 23 065.24 dólares.

## Trayectoria
Con tan solo 19 horas de tiempo total de vuelo, el avión fue llevado a competir en la edición 1934 de la Bendix Trophy Race entre Los Angeles y Cleveland por el piloto Lee Gehlbach. En plena carrera el Q.E.D. perdió un tornillo del capó, lo que ocasionó fuertes vibraciones obligando al piloto a bajar en Des Moines, Iowa, quedando así descalificado al no poder reparar el desperfecto. Tras algunas mejoras como la incorporación de luces de aterrizaje la aeronave, se embarcó en el trasatlántico “Mauritania” rumbo a Londres. El mal tiempo durante la travesía causó daños en un ala, mismos que hubo que reparar con prontitud, para que Jacqueline y su copiloto Wesley Smith volaran a Mildebhall de donde partiría la carrera. Sin embargo, al llegar, el avión entró en pérdida a 10 m del suelo. 
El Q.E.D. partió en posición numero 7 y encontró fuerte viento de frente, al llegar a la primera escala en Bucarest, sus flaps tuvieron problemas técnicos, además de que Jacqueline carecía de experiencia en este avión, pues casi no lo había volado. Tras 3 aproximaciones fallidas, la aviatríz realizó un violento arerrizaje. Jacquie, furiosa regresó por tierra a Londres y tras tres días de reparaciones el Q.E.D. fue llevado de regreso por Smith, el copiloto. Después de la amarga experiencia, el avión fue demostrado ante oficiales rumanos y chilenos con la intención de venderlo. En 1935 participó en la edición de ese año de la famosa carrera Bendix a los mandos de Royal Leonard y con motor nuevo; sin embargo, sufrió fallas que obligaron al piloto a abandonar la competencia.

## Francisco Sarabia Tinoco
En 1937, el aeroplano fue adquirido por Charles Babb quien le hizo una reparación mayor general con la intención de participar en las carreras de 1938. Con la matrícula NX14307, el número 61 a ambos lados del fuselaje y pintado en color crema con vivos verdes, el avión estuvo listo para su prueba de vuelo, estrenando un brioso motor Hornet supercargado de 950 hp con el que podía alcanzar los 483 km/h (300 mph). Babb se cansó del avión y decidió venderlo, un buen amigo suyo de México, Francisco Sarabia se interesó por él y llegaron a un trato. Ya con la matrícula mexicana XB-AKM y el nombre “Conquistador del Cielo” pintado con letra gótica a ambos lados del fuselaje, el Q.E.D. partió de Los Angeles, California con su nuevo dueño a los mandos en vuelo directo y sin escalas a la Ciudad de México, el 2 de diciembre de 1938, con un registro de tiempo de vuelo de 6 horas y 30 minutos. Feliz con el avión, Sarabia realizó un vuelo desde la Ciudad de México hasta Chetumal, Quintana Roo, en 3 horas 31 minutos el 10 de marzo de 1939; el 13 de marzo voló a Mérida, Yucatán, en 48 minutos; tres días después voló de Mérida a la Ciudad de México, con un tiempo de 2 horas 49 minutos y, por si fuera poco realizó otro vuelo sin escalas desde la capital mexicana a Guatemala en 2 horas 55 minutos. Todos estos vuelos sin incidentes.